# Glitzerkehlamazilie
Die Glitzerkehlamazilie (Chionomesa fimbriata; Syn.: Amazilia fimbriata, Trochilus fimbriatus), manchmal auch Glitzeramazilie oder auch Grünkehlamazilie genannt, ist eine Vogelart aus der Familie der Kolibris (Trochilidae). Die Art hat ein großes Verbreitungsgebiet, das die südamerikanischen Länder Kolumbien, Venezuela, Guyana, Suriname, Französisch-Guayana, Brasilien, Ecuador, Peru und Bolivien umfasst. Der Bestand wird von der IUCN als „nicht gefährdet“ (least concern) eingeschätzt.

## Merkmale
Die Glitzerkehlamazilie erreicht eine Körperlänge von etwa 8 bis 12 cm bei einem Gewicht von 3,5 bis 6,2 g. Das Männchen hat einen geraden, mittellangen Schnabel, wobei der Oberschnabel schwarz und der Unterschnabel blassrosa mit schwarzen Flecken ist. Die Oberseite des Männchens ist bronzegrün. Der Hals und die Brust glitzern golden grün, selten mit einem türkisen Schimmer. Die Mitte des unteren Brustteils und der Bauch sind weiß. Die Unterschwanzdecken sind weiß mit bräunlicher Mitte. Der Schwanz ist bronzegrün bis schwärzlich bronzefarben. Die Weibchen besitzen eine weiße subterminale Binde an den Kehlfedern. Die äußersten Steuerfedern haben grüne Flecken. Juvenile Glitzerkehlamazilien sind weniger weiß am Bauch, und so wirkt die Färbung eher gräulich braun.

## Verhalten und Ernährung
Meist fliegen Glitzerkehlamazilien blühende Bäume in den unteren Straten sehr nahe am Boden an. Sie holen sich den Nektar nicht nur im Flug von einer weiten Bandbreite von Pflanzen, sondern auch, indem sie an der Blüte sitzen. Als sogenannte Trapliner fliegen sie regelmäßig in rascher Folge ganz bestimmte verstreute Blüten an. Die Auswahl der Pflanzen reicht von Bromeliengewächsen über Hülsenfrüchtler, Passionsblumengewächse, Helikonien, Malvengewächse, Silberbaumgewächse, Kakteengewächse bis Rötegewächse. In Gärten sieht man Glitzerkehlamazilien auch oft an kräuterartigen Blüten wie Malvaviscus, Abutilon, Genipa oder Stachytarpheta. Außerdem gehört der Nektar von Inga, Zitruspflanzen und Thunbergien zu ihren Nahrungsquellen. Zusätzlich jagen sie kleinere Zweiflügler wie Fliegen sowie Käfer.

## Lautäußerungen
Der Ruf, den Glitzerkehlamazilien meist nur bei Morgendämmerung hören lassen, ist eine kontinuierliche Wiederholung von einzelnen hellklingenden, lebhaften tzi...tzi...trz-Lauten. Tagsüber, im territorialen Verteidigungsflug, geben sie ein wiederholendes hohes und dünnes tsii.tsi-tsi-tsitsitsi oder ein tsli-tsli-tsli-tsli von sich. So variiert der Ruf aus hellklingenden tsi-Lauten mit dem von sanftem Zwitschern.

## Verbreitung und Lebensraum

Verbreitungsgebiet der Glitzerkehlamazilie

Üblicherweise halten sich Glitzerkehlamazilien in offenen bis halboffenen Gebieten mit spärlicher Vegetation auf, normalerweise nicht im Inneren oder in der Nähe von dichten Wäldern. Gleichwohl sind sie in einer Vielzahl unterschiedlicher Habitate anzutreffen: in trockenen und feuchten Wäldern, Waldrändern, Galeriewäldern, Sekundärvegetation, offenen Wäldern, Savannen, Gestrüpp und auch Plantagen und Gärten. In Zentralbrasilien sind sie typische Bewohner von Caatinga und niedriger Sekundärvegetation, die als Capoeira bezeichnet wird. Ebenso findet man sie in den Mangroven entlang der Atlantikküste. Sie halten sich in Höhen zwischen dem Meeresspiegel und 1100 Metern auf, meist aber unter 500 Metern.

## Fortpflanzung
Das kelchförmiges Nest platziert die Glitzerkehlamazilie auf einem horizontalen Ast, selten in einer Astgabel. Es besteht aus Pflanzenwolle, Spinnweben und Flechten. Meist ist es weniger als 4 Meter vom Boden entfernt, gelegentlich weniger als 1 Meter, sehr selten auch einmal bis zu 8 Meter hoch angebracht. Ein Nest der Unterart A. f. nigricauda wurde im Gestrüpp entdeckt und bestand aus Rohrkolben- und Bromelienkapok und einer Mischung aus verschiedenen Blättern. Die Nester sind ca. 60 mm hoch. Der Außenradius beträgt ca. 40 mm, der Innenradius ca. 22 mm bei einer Nesttiefe von ca. 18 mm. Der Bau des Nestes dauert etwa 6 bis 12 Tage. Die zwei Eier, die gelegt werden, sind ca. 13,5 × 8,8 mm groß. Die Brutdauer beträgt 14 bis 17 Tage. Mit ca. 18 bis 22 Tagen werden die Nestlinge flügge. Bei der Glitzerkehlamazilie kann es bis zu zwei Bruten pro Jahr kommen. In Guyana und im Nordosten Brasiliens brütet sie das ganze Jahr über, in Zentralbrasilien von November bis Februar und im Osten Brasiliens von November bis April.

## Migration
Die Unterart C. f. tephrocephala zieht regelmäßig südwärts entlang der brasilianischen Atlantikküste und gelangt auf diesem Weg bis nach Rio Grande do Sul. Die anderen Unterarten scheinen nur lokal weiterzuziehen, doch gibt es hierzu zu wenig Forschungsmaterial.

## Unterarten
Es sind sieben Unterarten bekannt:
- Chionomesa fimbriata elegantissima Todd, 1942[3] kommt im Nordosten Kolumbiens und im Norden sowie Westen Venezuelas vor. Sie unterscheidet sich durch ihre kupferfarbenen bis purpurnen Unterschwanzdecken.[1]
- Chionomesa fimbriata fimbriata (Gmelin, JF, 1788)[4] ist als Nominatform im Nordosten Venezuelas, den Guyanas und im Norden Brasiliens verbreitet.
- Chionomesa fimbriata apicalis (Gould, 1861)[5] kommt im Osten Kolumbiens vor. Diese Unterart hat einen signifikant längeren Schnabel.[1]
- Chionomesa fimbriata fluviatilis (Gould, 1861)[5] ist im Südostens Kolumbiens sowie dem Osten Ecuadors verbreitet. Diese Subspezies hat eine türkis bis bläulich schimmernde Kehle und auch einen deutlich längeren Schnabel.[1]
- Chionomesa fimbriata laeta (Hartert, 1900)[6] kommt im Nordosten Perus und im Westen Brasiliens vor. Diese Subspezies hat eine türkis bis bläulich schimmernde Kehle.[1]
- Chionomesa fimbriata nigricauda (Elliot, DG, 1878)[7] kommt im Osten Boliviens bis Zentralbrasilien vor. Diese Unterart hat rein weiße Unterschwanzdecken und einen grünlichschwarzen bis bläulichschwarzen Schwanz.[1]
- Chionomesa fimbriata tephrocephala (Vieillot, 1818)[8] kommt im Südosten Brasiliens vor. Diese Unterart hat rein weiße Unterschwanzdecken und einen grünlichschwarzen bis bläulichschwarzen Schwanz. Dabei ist sie deutlich größer als die anderen Unterarten.[1]

Amazilia fimbriata obscuricauda  Zimmer, JT & Phelps, WH , 1951 wird heute als Synonym von Chionomesa fimbriata elegantissima betrachtet. Amazilia fimbriata alia Zimmer, JT, 1950 und Thaumatias maculicaudus Gould, 1861 sind Synonyme der Nominatform. Amazilia distans Wetmore & Phelps Jr., 1956 wird heute als Hybride aus Glitzerkehlamazilie und Weißkinn-Saphirkolibri (Hylocharis cyanus (Vieillot, 1818)) angesehen.

## Etymologie und Forschungsgeschichte
Johann Friedrich Gmelin beschrieb die Glitzerkehlamazilie unter dem Namen Trochilus fimbriatus. Als Fundort des Typusexemplars gab er Cayenne an. lange wurde sie in der  1843 von René Primevère Lesson neuen Gattung Amazilia für den Goldmaskenkolibri, den Streifenschwanzkolibri, die Zimtbauchamazilie (Syn: Ornysmia cinnamomea), den Blaukehl-Sternkolibri (Syn: Ornymia rufula) und die Longuemare-Sonnennymphe eingeordnet. Die Glitzerkehlamazilie erwähnte er nicht. Der Gattungsname stammt aus einem Roman von Jean-François Marmontel, der in Les Incas, ou La destruction de l'empire du Pérou von einer Inkaheldin namens Amazili berichtet. 1921 führte Eugène Simon den neuen Gattungsnamen  Chionomesa ein. Dieses Wort setzt sich aus den griechischen Worten χιων, χιονος chiōn, chionos für „Schnee“ und πολυς polys für „viel“ und μεσος mesos für „Mitte“ zusammen. Der Artname fimbriata leitet sich vom lateinischen fimbriatus, fimbriae für „umsäumt, Fransen“ ab.Elegantissima ist das lateinische Wort für „sehr fein“. Apicalis bedeutet „apikal, spitzenwärts“. Fluviatilis kann vom lateinischen fluvius, fluere für „Fluss, fließen“ abgeleitet werden. Laeta hat seinen Ursprung im lateinischen laetus für „hell, freudig“. Nigricauda ist ein lateinisches Wortgebilde aus niger für „schwarz“ und cauda für „Schwanz“. Tephrocephala leitet sich von den griechischen Wörtern τεφρός tephrós für „aschfarben“ und κεφαλή kephalḗ für „Kopf“ ab. Distans leitet sich vom lateinischen distantis, distare für „entfernt, auseinander sein“ ab. Maculicaudus setzt sich aus macula und cauda zusammen, wobei macula „Fleck“ bedeutet.  Schließlich leitet sich alia von alius für „ein Weiterer, unterschiedlich“ ab.